# Ægidius Ziervgel
Ægidius Ziervgel est un pharmacien et naturaliste suédois, né le 28 mars 1697 à Stockholm et mort le 28 juillet 1741 dans cette même ville.

## Biographie
Il est pharmacien militaire et est fait prisonnier lors de la guerre de Poltava en Russie en 1709 où il est retenu durant plusieurs années.
Il se marie avec Margareta Elisabeth Ribe (1709-1743). De cette union naîtront Friedrich (1727-1792), également pharmacien et naturaliste, Ewald Benedictus (1728-1765), Samuel "Frederik" (1730-1797) et Ulrica Eleonora (1732-1803).
Ziervgel entame la constitution d’une collection d’histoire naturelle qui sera poursuivie par son fils, Friedrich, et donnée, en 1783, à la Kungliga Vetenskaps-Societeten (Société royale des sciences) avant d’être transférée, en 1858, à l’université d'Uppsala.

## Sources
- Erik Åhlander, Sven O. Kullander & Bo Fernholm (1997). Ichthyological Collection Building at the Swedish Museum of Natural History, Stockholm. in Collection building in ichthyology and herpetology (T.W. Pietsch et W.D. Anderson, dir.), American Society of Ichthyologists and Herpetologists : 13-25.  (ISBN 0-935868-91-7)